# Gekroond
Gekroond (Engels: crowned, Duits: gekrönt) is in de numismatiek het voorzien van een kroon op de munt. Meestal een kop (numismatiek), buste of wapen (munt). 